# Piława Górna
Piława Górna là một thị trấn thuộc huyện Dzierżoniowski, tỉnh Dolnośląskie ở miền tây nam Ba Lan. Thị trấn có diện tích 21 km². Đến ngày 1 tháng 1 năm 2011, dân số của thị trấn là 6758 người và mật độ 323 người/km².